# Loutere bestuursfout
Een loutere bestuursfout is in het Belgisch recht, en meer bepaald in het Belgisch vennootschapsrecht, een fout gemaakt door een bestuurder van een vennootschap, waarvoor de bestuurder door zijn opdrachtgever m.n. de vennootschap kan worden aangesproken op grond van art.527 W.Venn, zonder dat deze fout een inbreuk vormt op bepalingen van het Wetboek van Vennootschappen (W.Venn.) of op de statuten van de vennootschap. 
"De bestuurders, leden van het directiecomité en dagelijkse bestuurders zijn overeenkomstig het gemeen recht verantwoordelijk voor de vervulling van de hun opgedragen taak en aansprakelijkheid voor de tekortkomingen in hun bestuur", aldus art. 527 W.Venn.
Loutere bestuursfouten zijn die handelingen die normaal voorzichtige, onderlegde en diligente bestuurders, in dezelfde omstandigheden, niet zouden hebben gesteld. De bestuurders zijn ten aanzien van lasthebbers verantwoordelijk.  Het gemeen recht (burgerlijk recht) wat betreft de contractuele verantwoordelijkheid van de lasthebbers is op hen van toepassing. De bestuurders zijn aansprakelijk voor fouten die een goede huisvader niet zou begaan, de culpa levis in abstracto.
Op een bestuurder rust een middelenverbintenis wat impliceert dat hij alle middelen dient in te zetten om een degelijk beleid te voeren en een zo goed mogelijk resultaat te bekomen. De rechter die zich over een aansprakelijkheidsprocedure moet uitspreken, behoort te onderzoeken of de raad van bestuur in dezelfde omstandigheden zou gehandeld hebben. 

## Behoren tot loutere bestuursfouten
- het verzuim de nodige verzekeringen te nemen voor de handhaving van de activa van de vennootschap
- nalaten de handelshuurovereenkomst te hernieuwen;
- voorschotten of een krediet aan een insolvabele toestaan;
- gevaarlijke beleggingen uitvoeren;
- het laattijdig innen van een belangrijke schuldvordering;
- de vergaderingen van de raad van bestuur niet bijwonen;
- het dagelijks bestuur niet afdoende opvolgen of dit dagelijks bestuur aan een incompetent persoon delegeren;
- een onjuiste factuur niet tijdig protesteren;
- een contract afsluiten dat duidelijk ongunstig is voor de vennootschap

## Behoren niet tot loutere bestuursfouten
- de uitoefening van een verlieslatende activiteit, zolang er een wettelijke overlevingskans bestaat